# Charlotte Maria Tucker
Charlotte Maria Tucker, född 1821 nära Barnet, Middlesex, död 1893 i Amritsar, Indien, var en engelsk författare. 
Hon flyttade från Indien, där fadern var ämbetsman, i skolåldern till England och ägnade sig tidigt åt skriftställan och filantropisk verksamhet. 1875 återflyttade hon till Indien som missionär. Under signaturen "A.L.O.E." ("A Lady Of England") författade hon berättelser i kristlig anda jämte andra uppbyggliga skrifter. Mer än ett femtiotal blev översatta till svenska.